# 謝志峰

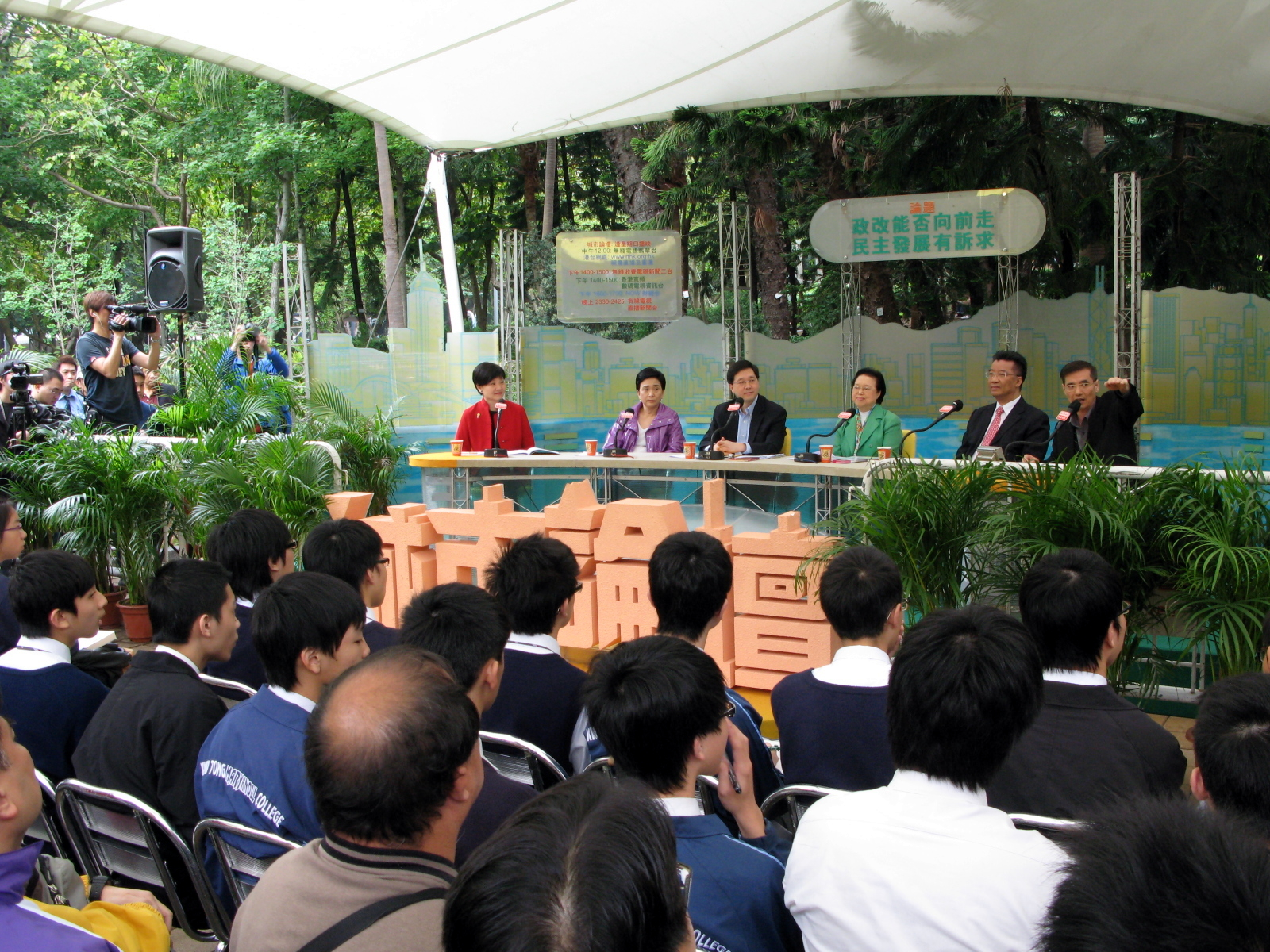
謝志峰(台上右1)主持《城市論壇》

謝志峰（英語：Joseph Tse，1955年10月8日—），加拿大籍香港人，傳媒工作者，香港電台高級監製，《城市論壇》前任監製兼主持人及時事節目《左右紅藍綠》監製，D100 節目主持。
謝曾任亞洲電視採訪記者，在八九民運時，曾經派駐天安門廣場現場報導當時北京情況，1989年六四事件留守報導天安門實況的香港記者。

## 簡歷
謝志峰生於廣東省四會市，有二姊二妹，祖父經營雜貨店，父親為該店員工。另一方面父親後來成為一名海員。謝志峰7歲來到香港生活之前，一度寄住於澳門契母家中，而後因房租貴而遷居鑽石山大水坑（即志蓮淨苑原址）石屋區，再定居九龍城打鼓嶺道、龍崗道和城南道唐樓。由於母親不想他有學籍以免受到政治牽連，所以他未曾於中國內地入學。這致使未曾入讀幼稚園的他到埗香港後要申請直接報讀小學。謝志峰畢業於位於九龍佐敦吳松街的九龍英文書院（小學），繼而升讀天主教培聖中學，中二時轉讀格致書院，中三時再轉讀樂善堂余近卿中學。不過因為他惦記格致書院的舊同學，於是只在余近卿中學唸了一個月便回到格致書院完成初中學業。謝志峰一直於格致書院讀至中五畢業，考畢香港中學會考後於原校升讀中六預科，高中期間原唸理科，報讀預科時改修文科。
當謝志峰預科畢業後，他前往台灣升學，1976年至1977年先到臺中市修讀一年僑生大學先修班，1977年才入讀台灣國立政治大學新聞系。1981年畢業後，加入《東方日報》。他於1985年加入《天天日報》，其後重返《東方日報》。1988年擔任亞洲電視記者暨主播。在1989年六四事件發生期間，他到天安門廣場現場報道，被喻為當日最後撤出廣場的記者。至1990年轉投香港電台，曾任《議事論事》主持。1993年轉職明報集團，協助開發新聞頻道。謝志峰基於香港九七前途問題，遂於1997年舉家移民加拿大。直到2002年回流返港，重返香港電台主持《五稜鏡》。2004年主持《城市論壇》，2009年擔任《議事論事》主持。2012年3月16日，他與無綫新聞許方輝合作，主持2012年行政長官選舉辯論。2015年，香港《蘋果日報》曾指出2016年，年滿60歲的謝志峰可能不獲香港電台台長鄧忍光續約，意味有可能2016年不再擔任《城市論壇》主持，《蘋果日報》質疑香港電台是否有政治目的。
2015年9月6日，謝志峰首次以演員身份客串香港電台電視劇《傘開以後》系列之雨傘後，飾演怕得罪權貴的歌星經理人，為其香港電台10月約滿前最後螢幕演出。同年10月18日，他最後一次擔任《城市論壇》節目監製。未幾於11月12日與時事評論員尹志強交替主持逢星期四Now TV《大鳴大放》節目。11月16日加盟DBC數碼電台，第一次擔任《DBC主場》節目主持，至2016年。2016年11月8日至12月6日，謝志峰加盟now新聞台，主持《時事全方位》，暫代參選2016年香港選舉委員會界別分組選舉高等教育界的王慧麟。同年10月9日主持《D100星期天論壇》。2017年3月19日與李家文共同主持由選舉委員會成員舉辦的「2017行政長官選舉論壇」。

## 出版著作
《曾是香港蠱惑男》（謝志峰、鄧翼群合著）2011年2月，ISBN 9789888081981。